# Ireton
Pour les articles homonymes, voir Ireton (homonymie).
La ville américaine d’Ireton est située dans le comté de Sioux, dans l’État de l’Iowa. Elle comptait 609 habitants lors du recensement de 2010.

## Source
- (en) Cet article est partiellement ou en totalité issu de l’article de Wikipédia en anglais intitulé « Ireton, Iowa » (voir la liste des auteurs).